# Helios Sarthou
Helios Sarthou (* 6. Mai 1926 in Montevideo; † 2. Juni 2012) war ein uruguayischer Hochschullehrer, Rechtsanwalt und Politiker.
Der promovierte Rechtsanwalt und Juraprofessor Helios Sarthou begann seine politische Laufbahn 1961 zunächst in der Unión Popular. Er war 1971 Mitbegründer der Frente Amplio und gehörte dieser bis zu seinem Ausscheiden aufgrund ideologischer Differenzen im Jahr 2008 an. In der Übergangsphase von der zivil-militärischen Diktatur zu demokratischen Strukturen Mitte der 1980er Jahre war er in der Izquierda Democrática Independiente (IDI) engagiert. Sarthou hatte als Repräsentant des Departamentos Montevideo in der 43. Legislaturperiode (LP) vom 15. Februar 1990 bis zum 14. Februar 1995 ein Titularmandant als Abgeordneter des Movimiento de Participación Popular (MPP), zu dessen Gründern er ebenfalls zählte, in der Cámara de Representantes inne. 1993 wirkte er dabei als Dritter Vizepräsident der Abgeordnetenkammer. In der 44. Legislaturperiode saß er dann vom 15. Februar 1995 bis zum 14. Februar 2000 als Senator in der Cámara de Senadores. Auch dort war er 1999 Dritter Vizepräsident der Kammer. Während dieses Wahlabschnitts formierte er 1997 die Corriente de Izquierda. 2008, nach seinem Austritt aus der Frente Amplio, gründete er gemeinsam mit 26 de marzo die Asamblea Popular. Sarthou, der 2008 auch für das Internetnachrichtenportal Montevideo Portal in der Kolumne "Esta Boca es Mía" schrieb, starb im Alter von 86 Jahren an den Folgen eines in seiner Kanzlei erlittenen Schlaganfalls und wurde auf dem Cementerio del Buceo beigesetzt.

## Zeitraum seiner Parlamentszugehörigkeit
- 15. Februar 1990 bis 14. Februar 1995 (Cámara de Representantes, 43. Legislaturperiode (LP))
- 15. Februar 1995 bis 14. Februar 2000 (Cámara de Senadores, 44. LP)